# Welcome to the Videos
Welcome to the Videos es un DVD lanzado en 1998 que incluye los videoclips de la banda de hard rock Guns N' Roses. En este DVD se incluyen los vídeos musicales de la banda de los años entre 1987 y 1994.

## Lista de vídeos
1. «Welcome to the Jungle» (Appetite for Destruction)
2. «Sweet Child o' Mine» (Appetite for Destruction)
3. «Paradise City» (Appetite for Destruction)
4. «Patience» (G N' R Lies)
5. «Don't Cry (Original version)» (Use Your Illusion I)
6. «Live and Let Die» (Use Your Illusion I)
7. «November Rain» (Use Your Illusion I)
8. «Yesterdays» (Use Your Illusion II)
9. «The Garden» (Use Your Illusion I)
10. «Dead Horse» (Use Your Illusion I)
11. «Garden of Eden» (Use Your Illusion I)
12. «Estranged» (Use Your Illusion II)
13. «Since I Don't Have You» (The Spaghetti Incident?)

### Vídeos
Esta lista de canciones describe lo que se ve en los vídeos de sus respectivas canciones.

### Appetite for Destruction
«Welcome to the Jungle»
El vídeo comienza con Axl Rose bajándose de un bus con una maleta, como un extranjero inseguro en la ciudad, el riff de entrada comienza a sonar. Nota como un hombre con una camisa de fuerza (Rose, en otro papel) aparece en la pantalla de unos televisores en una tienda de dichos aparatos, en el cual también se encuentra fuera del establecimiento sentado en la banqueta a Slash bebiendo licor, se para a mirarlo. El vídeo después entra en una temática más profunda mostrando cosas como terapia de choque, abuso militar y otros venenos de la gran ciudad, mostrando la metrópolis como la jungla. Al final del vídeo, Rose está aún enfrente de la tienda de televisores, pero ahora tiene la actitud y planta de un rockero.
«Sweet Child o' Mine»
En el video musical de «Sweet Child o' Mine», aparecen todos los integrantes en un teatro abandonado (Ballroom, localizado en Huntington Park), rodeados por los miembros de la discográfica.
«Paradise City»
El video musical está filmado en el Stadio Giants en New Jersey mientras Guns N' Roses estaban en gira con Aerosmith; hacia la mitad del video, se les ve embarcando en el avión Concorde para que pudieran hacer una actuación en Inglaterra; regresaron tan rápido como les fue posible a los Estados Unidos para continuar la gira con una de sus mayores influencias. El concierto en Inglaterra es el Monsters of Rock, enlazado con el de Donington Park. La razón fueron algunas muertes que tuvieron lugar mientras Guns N Roses estaban tocando. Como resultado, la banda consideró que las imágenes del concierto serían una buena puesta en escenea del vídeo, a la vez que una muestra de respeto para aquellos que murieron en el concierto.

### G N' R Lies
«Patience»
En el video se muestra a la banda en un hotel que unos días después sería derribado. Aparece un hombre, que no puede esperar nada y que quiere que todas las cosas estén a su alcance siempre y no tenga que esperar nada para ello. Una pareja, la cual entra discutiendo a la pieza; y al guitarrista Slash tirado en la cama, en la cual se muestran entre unas siete mujeres discutiendo y reprochándole cosas a él. En el final como que se arreglan muchas cosas en la vida de estos personajes.

### Use Your Illusion I
«Don't Cry»
El vídeo de esta canción, como muchos vídeos de los álbumes Illusions, es mucho más cinematográfico que su anterior trabajo, y trata sobre los avatares del protagonista con su mujer y con la batalla interna de sus emociones. Aunque es un radical giro de lo que los fanes esta acostumbrados, es aun así visto como uno de los mejores vídeo de la banda producidos en su corto periodo unidos. El guitarrista Izzy Stradlin, quien es uno de los coautores de la canción, no aparece en el video, pero Duff McKagan puede ser visto con una nota escrita a mano que dice "Where's Izzy" (minuto 1:13 del video) Axl puede ser visto muy a menudo, y sobre el mismo momento del vídeo, llevando una gorra de los St. Louis Cardinal, equipo de baseball. Esto puede ser una referencia al infame incidente de 1991 en el cual Rose se lanzó a la multitud de St. Louis en mitad de una canción después de que un hombre con una videocámara les estuviera grabando.
«Live and Let Die»
El video muestra a la banda tocando en diferentes ciudades, y se muestra a Axl, cantando en polleras escocesas, boxer. Este video fue grabado en una de las giras de Guns N' Roses, de los álbumes Use Your Illusion I y Use Your Illusion II.
«November Rain»
«November Rain», «Dont Cry» y «Estranged», forman parte de una famosa trilogía inspirada en la corta historia "Without You", de Del James. «November Rain» es la segunda parte de la serie, y muestra a Axl y Seymour casándose, y después la muerte de Seymour. «Don't Cry» es la primera parte de la trilogía. Finalmente «Estranged», que sería la cuarta parte de la trilogía, ya que la tercera parte nunca fue realizada por la ruptura de Stephanie Seymour y Axl Rose en la vida real, pero aun así al ser tres vídeos se le considera como una trilogía, uno de sus mejores trabajos.
«November Rain» está basada en la historia corta "Without You" de Del James, disponible en el libro The Language of Fear. Esa historia corta está inspirada en Axl Rose (En la historia Mayne) y su relación con su exesposa Erin Everly (En la historia Elizabeth), y describe en él la miseria de una estrella de rock profesional influenciada por el blues, con millones de discos vendidos y que al parecer tiene todo, pero cosas tan sencillas como el amor y la felicidad no puede encontrarlas. Deja a su antigua novia un mensaje telefónico, se da cuenta de que algo no va bien cuando ella no contesta, seguidamente procede a ir a su apartamento y al no contestar nadie, tiró la puerta abajo para encontrar a quien fue su novia con un tiro en la cabeza, quien se suicidó mientras escuchaba una canción que su amado había escrito para ella, quien al verla entra en un vació enorme e intenta suicidarse, pero no pudo ya que el arma solo tenía una bala. Inmediatamente vemos a Mayne sentado en su cama en una gran depresión, el jamás pudo superar la muerte de Elizabeth y en medio de una ira por su amor empieza a destruir todos los objetos de su apartamento, incluyendo los más valiosos como sus guitarras, en medio de su ira ve el piano y decide tocarlo, una llama se enciende creando un gran fuego, pero el nunca deja de tocar el piano y ahí muere.
«The Garden»
En este vídeo se muestra a los habitantes de una ciudad en la cual en el día no pasa nada y en la noche se puede observar robos, cabarets, violencia, etc. Y al llegar el día ya todo está bien y no se ve nada malo.
«Dead Horse»
La composición comienza empezando con una introducción acústica, que destaca una figura rítmica de guitarra escrita por el cantante Axl Rose que es sorprendentemente similar a «One in a Million» (de G N' R Lies). Las guitarras eléctricas pronto entran para la parte más pesada de toda la canción. Después del final del coro, la sección de apertura es puesta de nuevo para otra parte. La canción se termina con un efecto de audio que destaca una cinta de casete siendo rebobinada.
«Garden of Eden»
Hay un vídeo musical de la canción, que es comprendida de una escena de Rose jugando con la banda de fondo, mientras Dizzy Reed y Teddy Andreadis (quien tocó la armónica para la gira musical para promocionar los álbumes Use Your Illusion) son vistos bailando en el fondo. Hay dos versiones del vídeo, uno tiene un papel que vuela por el aire (este es sobre todo encontrado en los sitios de videos de música o Yahoo Music). Otra versión tiene la lírica, completa con un "follow-the-bouncing-ball (de tipo karaoke)", pero sin el papel que vuela alrededor. Esta es la que aparece en la recopilación de videos Welcome to the Videos.

### Use Your Illusion II
«Yesterday»
El vídeo está grabado en un teatro, el cual muestra a la banda tocando ahí. Durante el video musical se muestran fotos de los integrantes del grupo, en donde incluso se puede apreciar la aparición en muchas de ellas de Izzy Stradlin y Steven Adler, quienes ya no pertenecían a la banda para aquel tiempo.
«Estranged»
El video muestra a Rose siendo arrestado por un grupo de policías especiales, luego es llevado a una clínica de salud mental, mientras definiciones de varios desórdenes emocionales se ven en la pantalla. El protagonista habla con los terapeutas sobre sus problemas emocionales (un tema que fue tocado en el vídeo de «Don't Cry»). Al final, Axl es liberado de la clínica y se dirige a un barco abandonado en altamar. Allí llega el clímax del vídeo: el vocalista de Guns N' Roses salta al agua y nada con un grupo de delfines, ganando aparentemente paz interior al hacerlo. En el video, aparecen las definiciones de ilusión, desilusión y "estranged". Además, se sabe que al rodar el vídeo el grupo estaba totalmente quebrado debido a las diferencias entre Axl y el resto de la banda. En el vídeo se puede ver que prácticamente en todas las tomas cada miembro es grabado en un lugar diferente, puesto que la grabación se hizo con cada uno por separado, esto por las diferencias entre Axl y Slash. Axl tenía preferencias musicales muy diferentes a las del resto de la banda que inclusive llegó a desesperar a los demás, por lo que el cantante decidió firmar para asegurar el nombre de la banda, ya que él tenía diferencias muy grandes los otros integrantes.

### The Spaghetti Incident?
«Since I Don't Have You»
Este es el último vídeo de la banda. Se muestra a los integrantes con sus novias en una playa haciendo diferentes actividades. Además se muestra a otro personaje que no tiene nada que ver con el grupo, el actor Gary Oldman.

## Curiosidades
El video musical de «You Could Be Mine» (del álbum Use Your Illusion II), no se incluyó en el DVD ya que reunía escenas de la película Terminator 2: El juicio final. La promoción para «It's So Easy» falta a causa de su contenido y sólo puede encontrarse en línea. El video para «Don't Cry» (con la letra alterna) también se excluyó, presumiblemente porque es casi igual a la versión original de «Don't Cry» solo que con la banda tocando encima de un techo.

## Integrantes 1985 - 1996
- Axl Rose: Voz principal, guitarra acústica y piano.
- Izzy Stradlin: Guitarra rítmica y coros.
- Duff McKagan: Bajo y coros.
- Slash: Guitarra solista.
- Steven Adler: Batería y percusión.
- Matt Sorum: Batería y percusiones.
- Dizzy Reed: Piano, teclados y percusiones.
- Gilby Clarke: Guitarra rítmica, guitarra acústica y segunda voz.